# Mlíčí

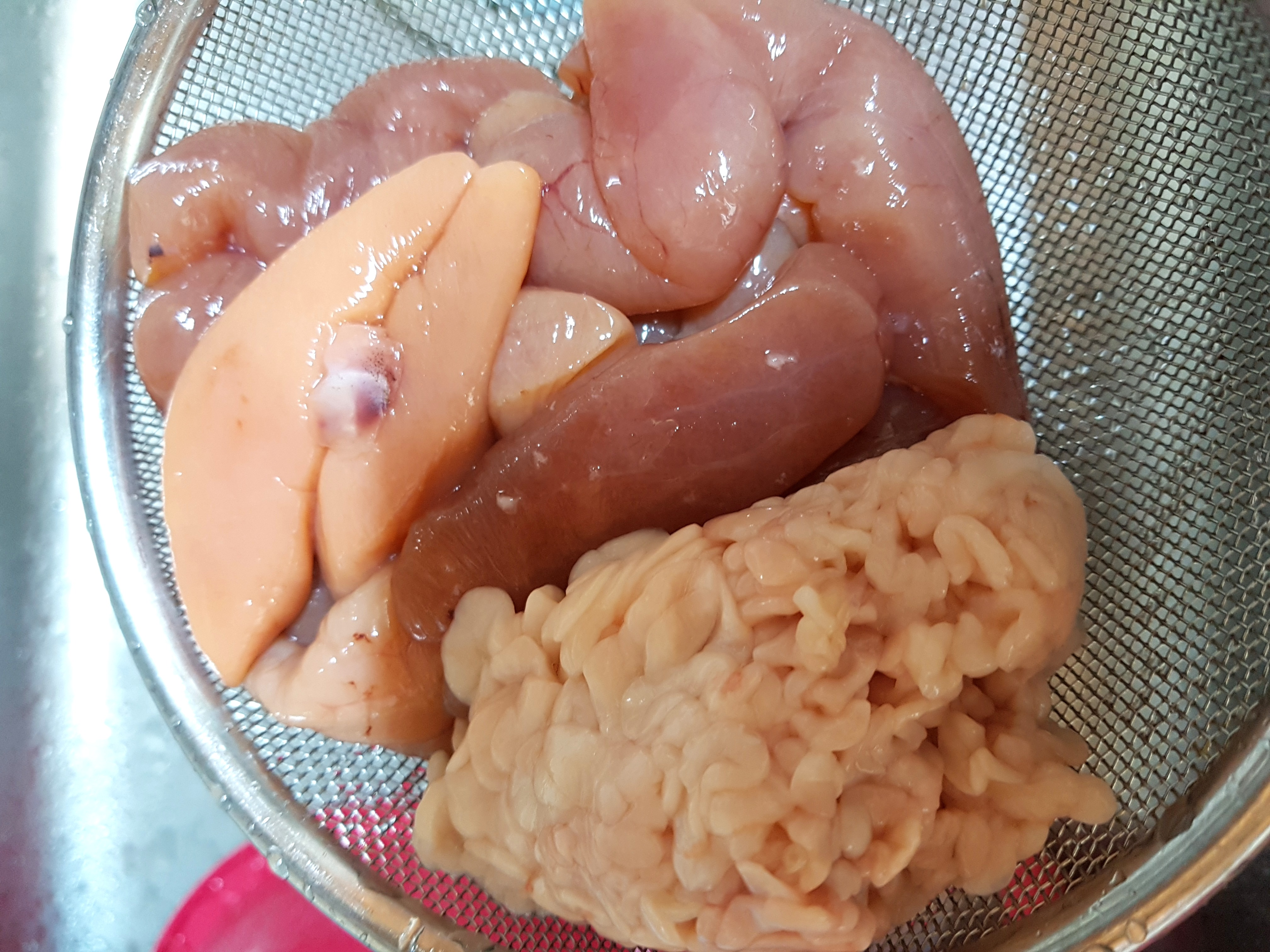
Aljašská treska, játra (nahoře, uprostřed), jikry (vlevo) a mlíčí (dole)

Mlíčí je samčí pohlavní žláza a samčí pohlavní sekret ryb. 1 cm³ tohoto sekretu obsahuje až 20 mld. spermií.